# 平壤国际机场
平壤国际机场（朝鲜语：／），也被称为平壤顺安国际机场（朝鲜语：／），是位于朝鲜平壤顺安区域的一座机场。机场于2020年因2019冠状病毒病疫情停航，2023年随高丽航空恢复北京航线重开。截至2024年10月29日，平壤國際機場於每週五執飛一次往返於俄羅斯海參崴的航班。

## 历史

### 早期歷史
日治时期，平壤修建了两个机场。平壤空军基地由大日本帝国于1940年代建造，1950年代方弃用。第二个机场美林机场亦为日本当局所设，位于大同江东岸。然而，二战后朝鲜需要一个更新的机场，于是修建了顺安机场。美林机场仍作为军用机场使用，平壤空军基地的原址改为政府用地和居民区。
在朝鲜战争期间，该机场于1950年末被联合国军占领七周。在此期间，部队向顺安区域运送了大量物资。1953年5月13日，当美国空军轰炸秃山大坝时，机场被淹没。两个月后签署停战协定后，朝鲜政府开始修复和扩建顺安机场。
1980年代中期，苏联民航曾营运从平壤飞往莫斯科和伯力的航班。 二者在苏联解体后继续营运，直到1993年俄航停飞平壤为止。与此同时，高丽航空在1990年代开通新的欧洲航线。1998年，该航空公司使用伊尔-62营运通往柏林和索非亚的航线（经停莫斯科）；然而到了2002年，三条航线皆已停航。

### 二十一世纪以来的发展
俄罗斯天空航空在2000年代中期以伊尔-62M和伊尔-86运营从俄罗斯飞往平壤的包机服务。南航仅在旺季提供往返北京与平壤之间的定期包机航班，直到2006年10月。2008年3月，国航开始以波音737执飞北京至平壤航线，每周三班，2017年11月22日因客流低迷而一度停航。在2008年韩国结束阳光政策前，高丽航空、大韩航空和韩亚航空更提供从平壤飞往首尔仁川和襄阳的包机服务。离散家庭成员籍此前往朝鲜与亲人会面。

#### 现代化
到2011年初，临时国际候机厅已在现航站楼的南面建成。2012年初，金正恩认为“太小且过时”的现有航站楼已经开拆。2012年7月，金正恩下达建造新航站楼的指示。除此之外，还在主航站楼以北建造了一座新塔台和专机航站楼。作为“速度战”的一部分，数千名工人被征召以求在最短时间内完成工程。

#### 2017年9月导弹试验
9月15日上午6时30分许，朝鲜从机场发射了一枚火星12导弹。导弹飞行了3,700公里，最高高度770公里。

## 基础设施
平壤国际机场有两座客运航站楼。一号航站楼于2016年1月投运，负责国内航线。它与二号航站楼相连接，后者于2015年7月1日落成。航站楼设有廊桥和至少十二个值机柜台。航站楼内设施包括免税店、咖啡吧、报摊和上网室，以及小吃店、药店、CD/DVD 店和电子产品商店。
提供自助餐服务的的公务舱候机室位于机场上层，附带一个室外观景区。
机场共有两条跑道，分别为17/35号跑道以及01/19号跑道，其中17/35号跑道长3,400（11,200英尺）、宽60（200英尺）；而01/19号跑道长3,800（12,500英尺）、宽60（200英尺），但未曾使用（迄2013年）。
据韩联社2016年9月报道，平壤机场已经建造了一个维修设施。距17/35跑道约1（0.62英里），该设施包括飞机机库和供高级官员和高丽航空员工使用的公寓楼。
在航站楼重建期间，一个类似机库的临时设施维持机场的基本运作（例如行李处理系统），此外还有免税店、书店/纪念品店。

## 航空公司和航点

### 客運
| 航空公司 | 目的地                  |
| -------- | ----------------------- |
| 高丽航空 | 北京/首都、沈阳、海参崴 |
| 北風航空 | 莫斯科/谢列梅捷沃       |

## 交通联络
机场距平壤市区约25（16英里）。经平壤─惠山高速公路约耗时30分钟。此外，机场航站楼到朝鲜国铁平义线顺安站有800（2,600英尺）距离。

## 图集

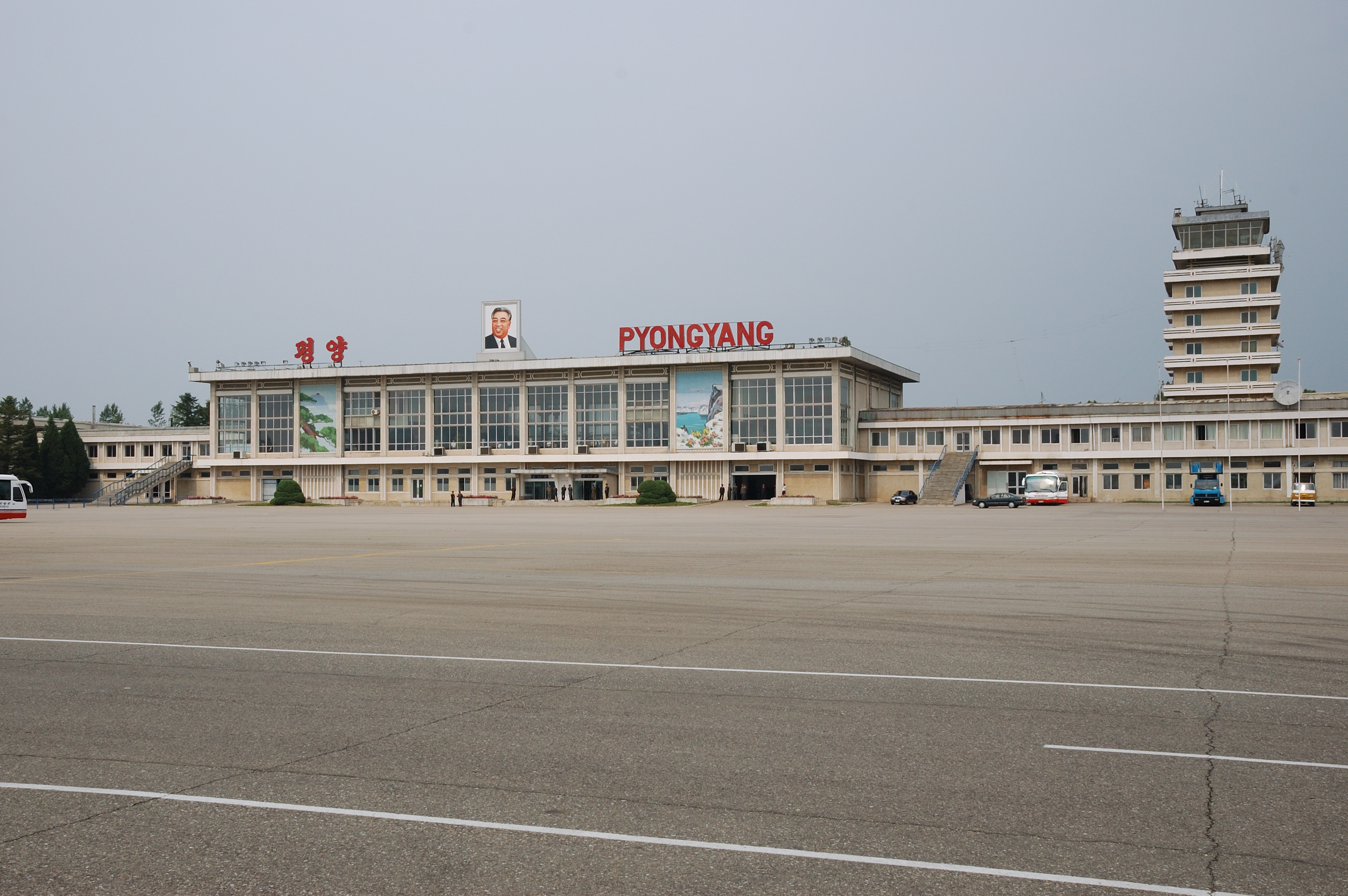
旧航站楼（摄于2006年）
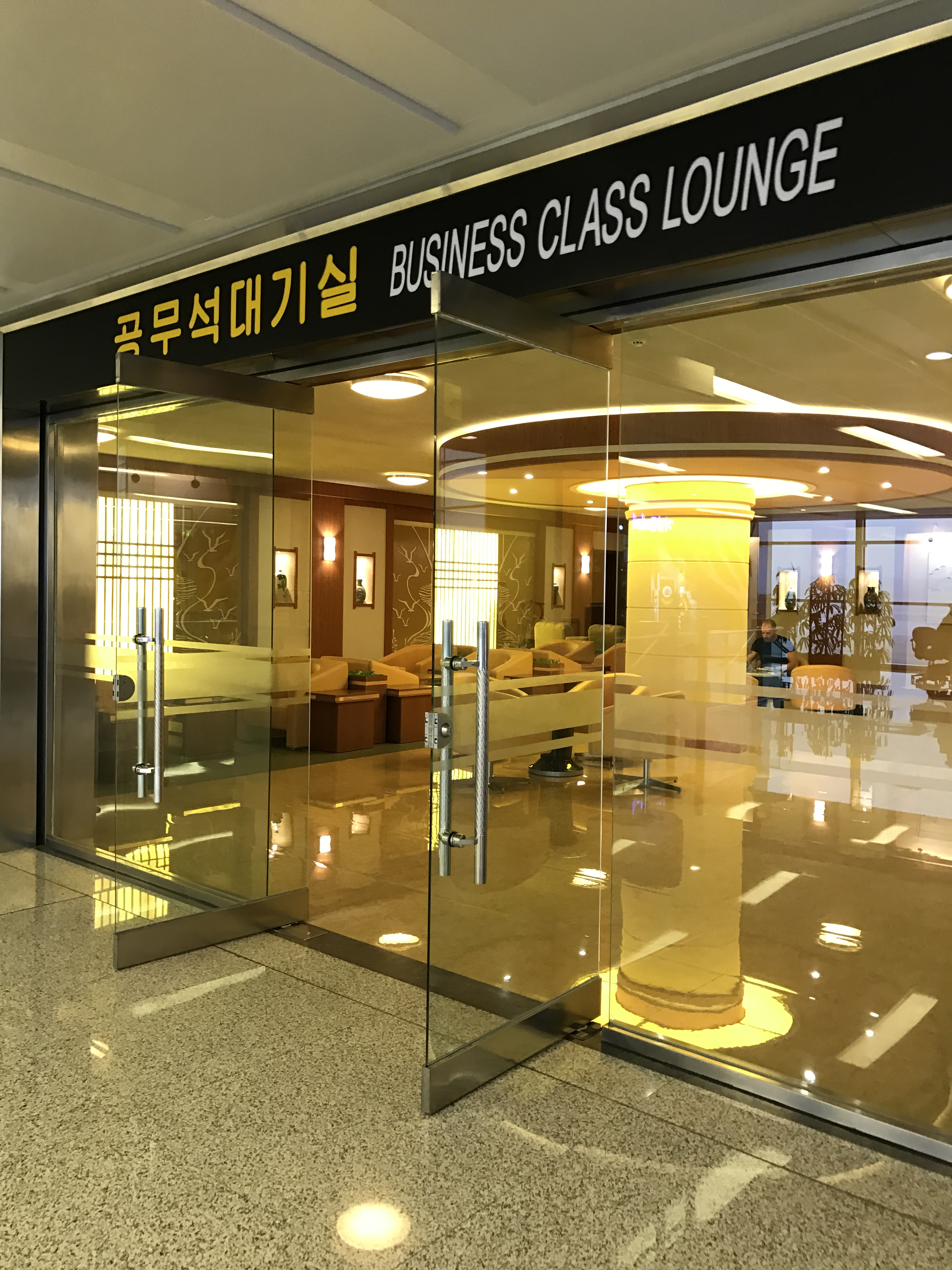
公务舱候机室
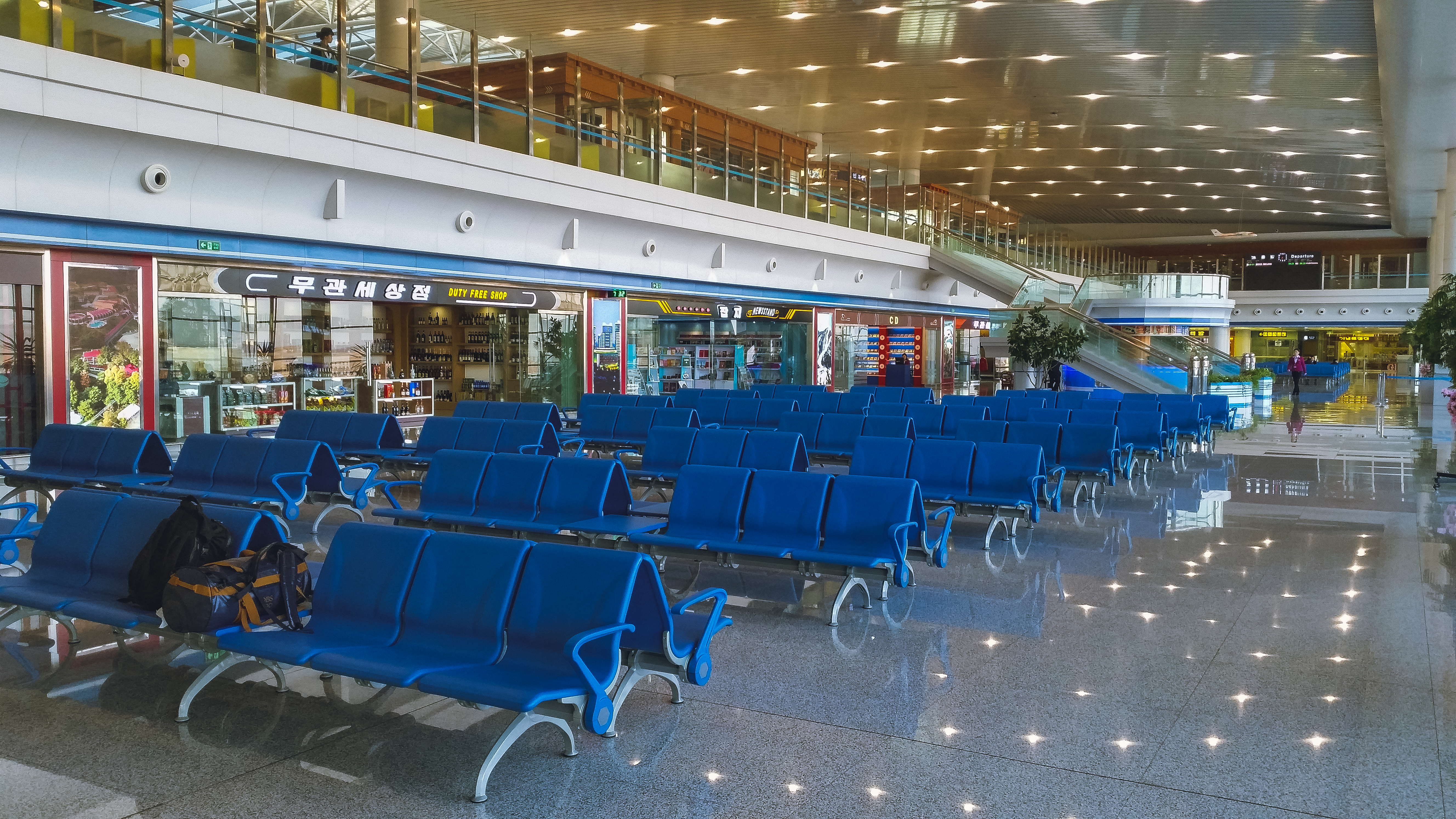
空侧免税店和候机席位
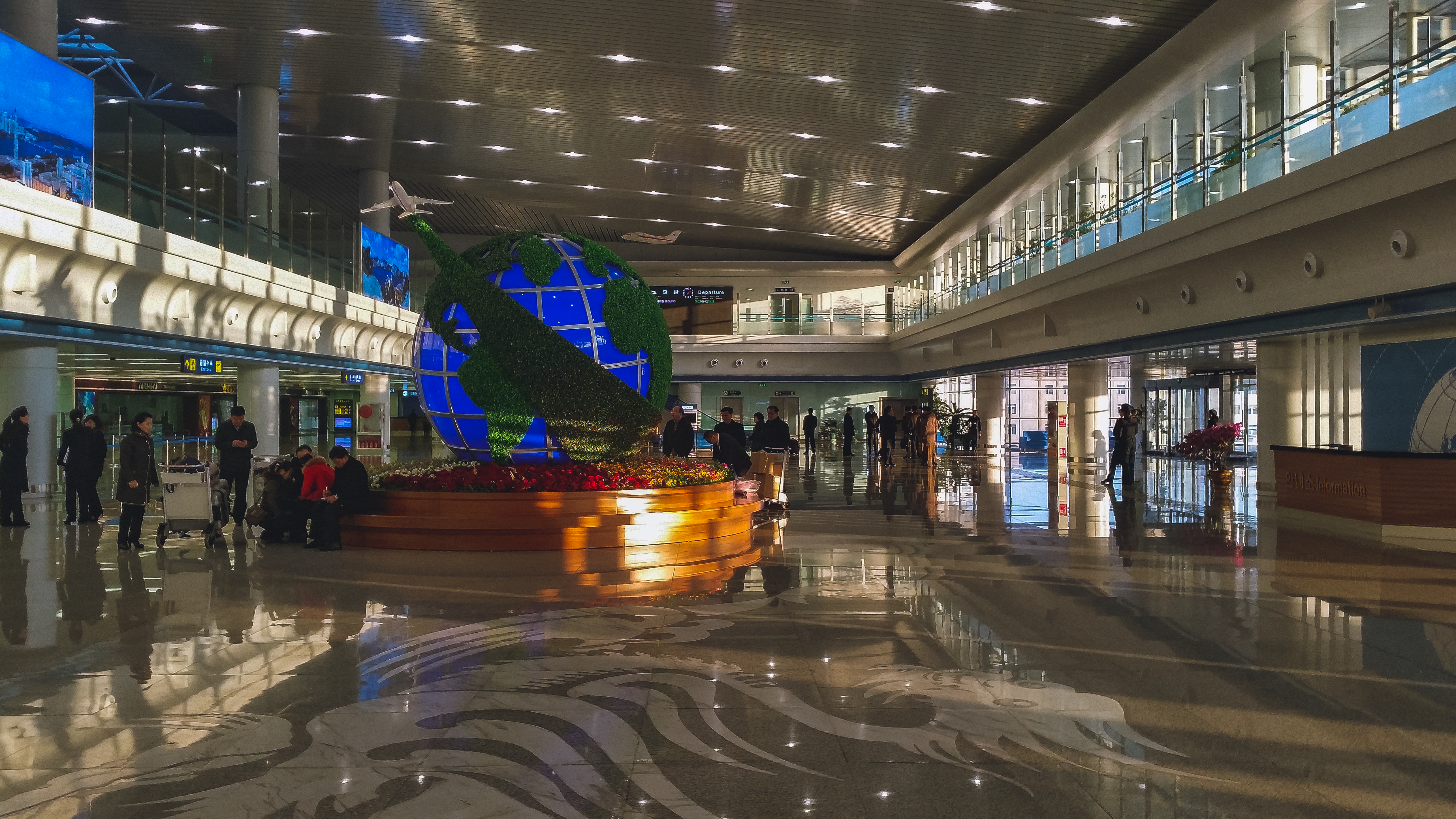
航站楼室内
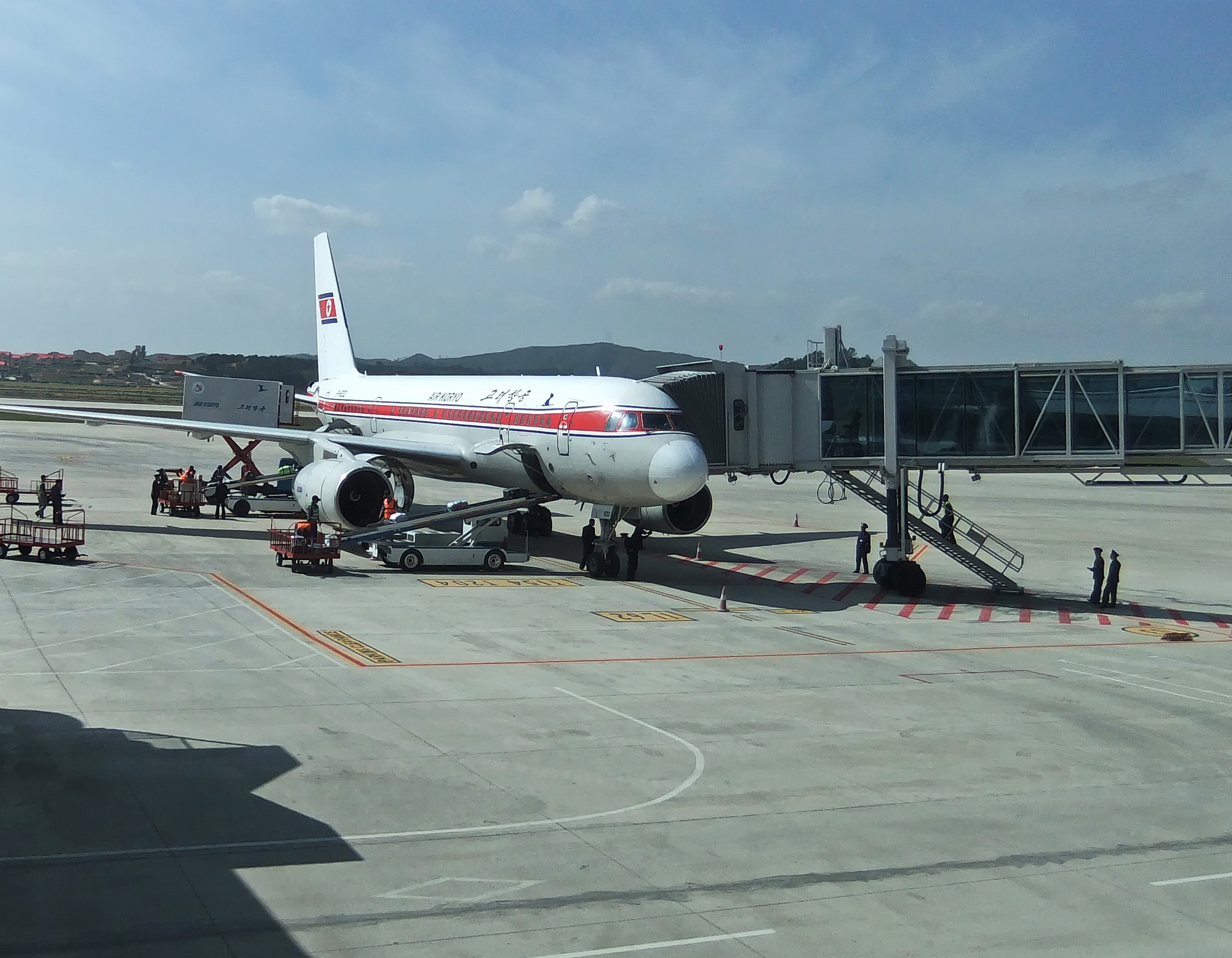
高丽航空图204-300（P-632）靠桥
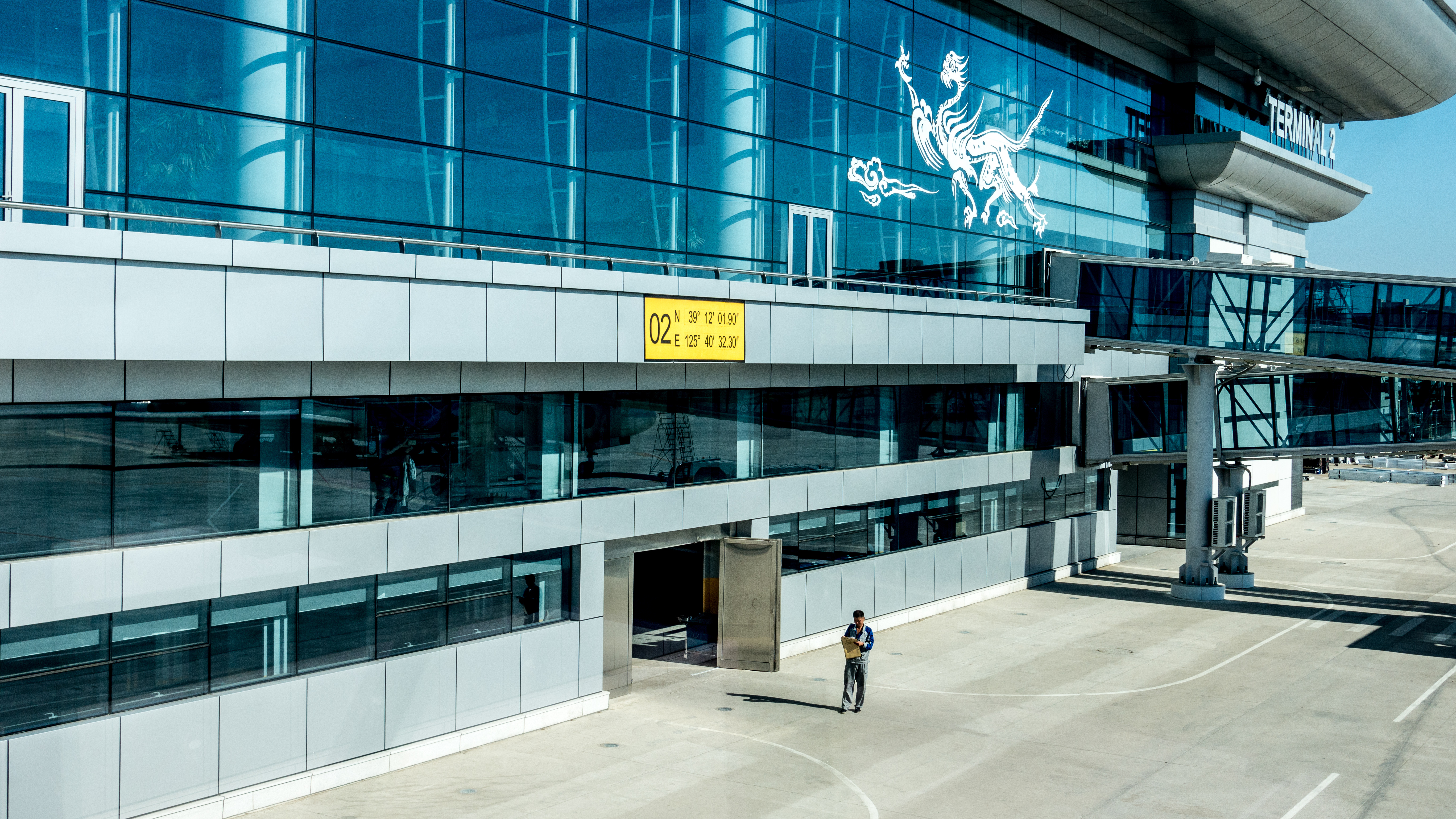
平壤国际机场二号航站楼
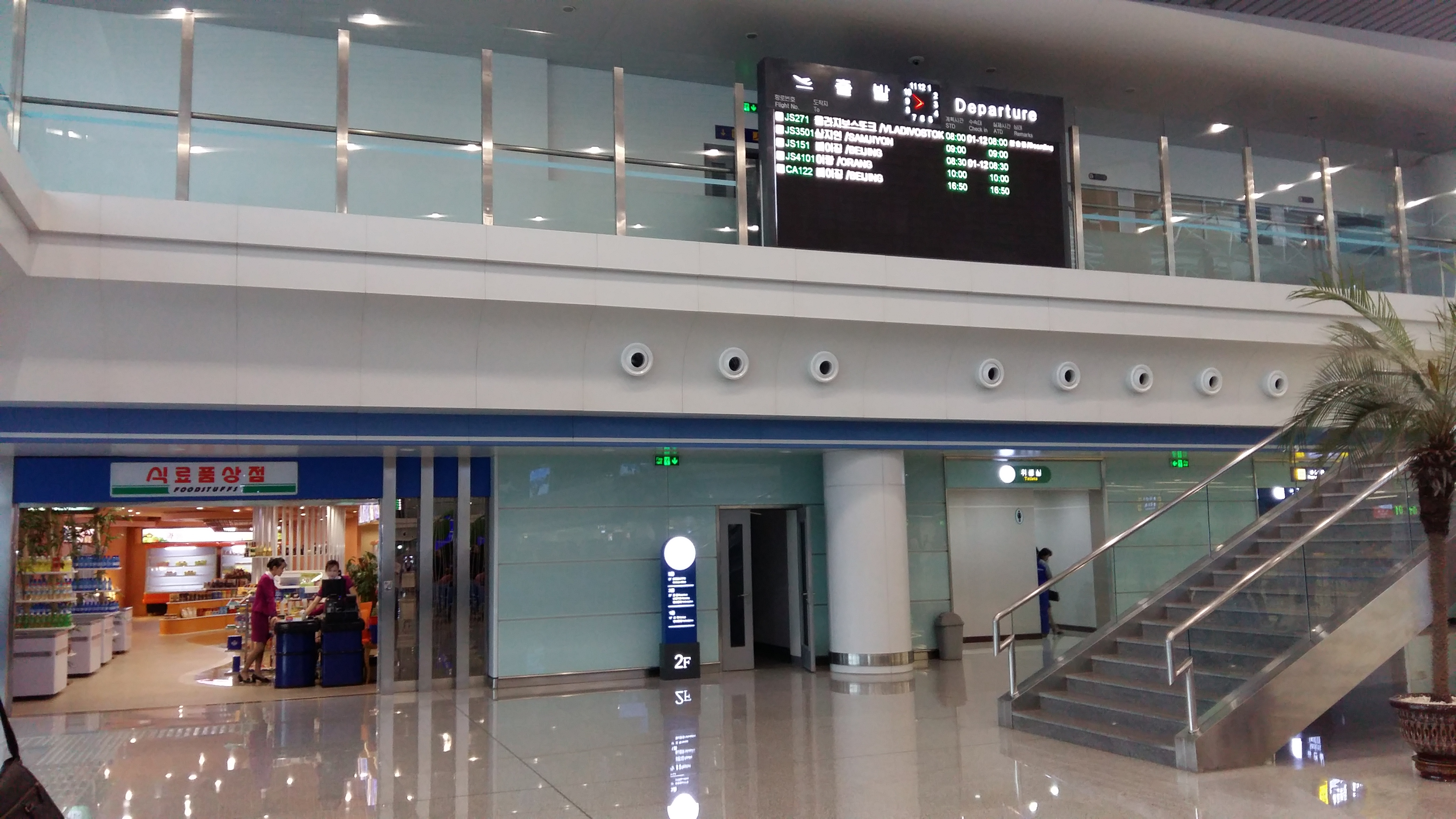
食品店和航班资讯板
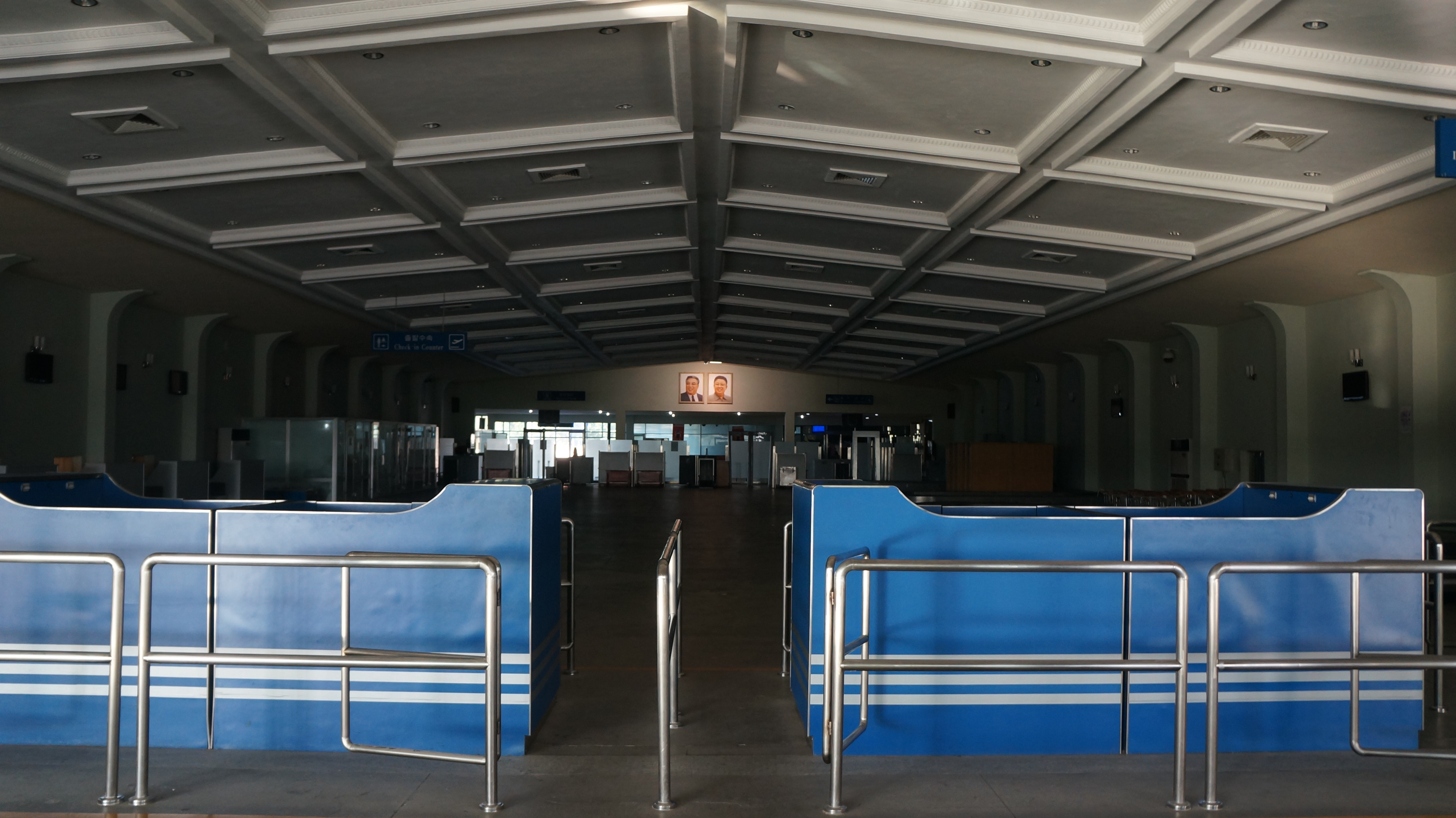
旧航站楼内部